# جامعة القسطنطينية
جامعة القسطنطينية أو جامعة قاعة قصر مانوورا(باليونانية: Πανδιδακτήριον της Μαγναύρας) تأسست سنة 425. في مدينة القسطنطينية في الإمبراطورية البيزنطية من قبل الإمبراطور ثيودوسيوس الثاني. وتضمنت الجامعة على كليات ومدارس في الطب، الفلسفة، اللاهوت والقانون. في ذلك الوقت نفسه كانت المدارس الاقتصادية المختلفة والكليات والمعاهد الفنية والمكتبات وأكاديميات الفنون الجميلة أيضًا مفتوحة في المدينة.
أعتبر عدد من الباحثون جامعة القسطنطينية كأول جامعة في العالم، علمًا أنّ هذا الرأي لا يأخذ بعين الاعتبار بسبب افتقار المراكز التعليمية البيزنطية للتعليم العالي عمومًا إلى بنية الجامعات في القرون الوسطى في أوروبا الغربية والتي كانت أول من استخدم المصطلح اللاتيني Universitas لوصف مؤسسات التعليم العالي المكونة من الطلاب والأساتذة التي جاءت لتعريف الطابع المؤسسي للجامعة بعد ذلك. ومع ذلك فقد تم وصف جامعة القسطنطينية في موسوعة Dictionnaire encyclopédique du Moyen Âge كمؤسسة جامعة للتعليم العالي.
كانت تُدرّس جامعة القسطنطينية الفلسفة والقانون والطب ونحو اللغة اللاتينية واليونانية وبلاغتها، في حين نشطت المدارس الأكاديمية الفلسفيّة والفلكيّة في الإسكندرية وأهمها مدرسة الإسكندرية المسيحية، وبنيت أيضًا المدارس الرهبانية التي ركزت على الكتاب المقدس واللاهوت والليتورجيا، لكنها تضمنت أيضًا تعليم نصوص أدبية وفلسفية وعلمية في المناهج الدراسية، وبذل الرهبان الأرثوذكس جهودًا في نسخ المخطوطات الكنسية، وكتب الأدب القديمة.